# Carabodes egregius
Carabodes egregius är en kvalsterart som beskrevs av Djaparidze 1990. Carabodes egregius ingår i släktet Carabodes och familjen Carabodidae. Inga underarter finns listade.